# Wilhelm Lundgren
Riksdagsmannen och skepsredaren, se Wilhelm R. Lundgren
Wilhelm Lundgren, född 4 november 1872 i Stockholm, död 3 juli 1940 i Knivsta, var en svensk musikpedagog, violinist, tonsättare och kördirigent.
Lundgren verkade i Uppsala och var känd under smeknamnet "Paganini" efter den italiensk violinisten och tonsättaren Niccolò Paganini. Han var 1907–1918 ledare för Allmänna Sången och 1909–1910 tillförordnad director musices och dirigent i Orphei Drängar. Wilhelm Lundgren var också musikkritiker i Upsala Nya Tidning 1899–1926.